# Levon Helm
Levon Helm (Elaine, 1940. május 26. –‎ New York, 2012. április 19.), háromszoros Grammy-díjas amerikai zenész: énekes, dobos, színész volt.
„Az egyik legnagyobb hatású rock and roll zenekar tagjaként Levon Helm olyan zenét írt, amely egyszerre volt kortalan és korszerű.”

## Pályafutása
...Ringo Starr... a legnagyobb dobosok közé sorolta,... Kris Kristofferson... Ray Charles énekesi képességeihez hasonlította Helm tudását.
Egy arkansas-i gyapottermesztő családban született. Teenager korában kezdett zenélni a rockabilly énekes, Ronny Hawkins The Hawks nevű együttesében.
Az együttes Kanadába költözött és kibővült. Helm és négy kanadai kilépett az együttesből. 1965-1966-ban Bob Dylan kísérőzenekaraként dolgoztak. 1968-ban Helm a négy kanadaival létrehozta saját zenekarát The Band néven. A The Band country, blues és rythm and blues motívumokkal dolgozó karakteres rockzenét játszott. A a 70-es évek közepén a zenekritikusok már rajongtak értük.

## Stúdióalbumok
- Levon Helm & the RCO All-Stars (1977)
- Levon Helm (1978)
- American Son (1980)
- Levon Helm (1982)
- Dirt Farmer (2007)
- Electric Dirt (2009)

### The Band
- Music from Big Pink (1968)
- The Band (1969)
- Stage Fright (1970)
- Cahoots (1971)
- Rock of Ages (1972)
- Moondog Matinee (1973)
- Northern Lights – Southern Cross (1975)
- Islands (1977)
- Jericho (1993)
- High on the Hog (1996)
- Jubilation (1998)

1965-ben világturnéján Bob Dylant kísérték. Így született meg a folk-rock.

## Filmográfia

### Nagyjátékfilmek
| Év   | Magyar cím                        | Eredeti cím                             | Szerep                  | Magyar hang     |
| ---- | --------------------------------- | --------------------------------------- | ----------------------- | --------------- |
| 1980 | A szénbányász lánya               | Coal Miner's Daughter                   | Ted Webb                | Trokán Péter    |
| 1983 | Az igazak                         | The Right Stuff                         | Jack Ridley             | Orosz István    |
| 1983 | Az igazak                         | The Right Stuff                         | narrátor (hangja)       | Juhász Jácint   |
| 1984 |                                   | Best Revenge                            | Bo                      |                 |
| 1985 | Sima száj                         | Smooth Talk                             | Harry                   |                 |
| 1987 | Holtvágányon                      | End of the Line                         | Leo Pickett             | Blaskó Péter    |
| 1987 |                                   | Man Outside                             | Leland Laughlin seriff  |                 |
| 1989 | Kisvárosi vagányok                | Staying Together                        | Denny Stockton          |                 |
| 1996 | Féktelen Minnesota                | Feeling Minnesota                       | bibliaárus              | Kardos Gábor    |
| 1997 | Tűz a mélyben                     | Fire Down Below                         | Goodall tiszteletes     | Rudas István    |
| 1998 | Sebastian Cole kalandjai          | The Adventures of Sebastian Cole        | Juvie Bob               |                 |
| 2005 | Melquiades Estrada három temetése | The Three Burials of Melquiades Estrada | öregember rádióval      | Kun Vilmos      |
| 2007 | Orvlövész                         | Shooter                                 | Mr. Rate                | Balázsi Gyula   |
| 2009 | Az elektromos ködben              | In the Electric Mist                    | John Bell Hood tábornok | Versényi László |

### Egyéb filmek
| Év   | Cím                                                 | Szerep          | Megjegyzések     |
| ---- | --------------------------------------------------- | --------------- | ---------------- |
| 1978 | Az utolsó valcer                                    | önmaga (zenész) | dokumentumfilm   |
| 1990 | The Wall – Live in Berlin                           |                 | dokumentumfilm   |
| 1993 | The 30th Anniversary Concert Celebration            |                 |                  |
| 2003 | Festival Express                                    | önmaga          | dokumentumfilm   |
| 2005 | The Life and Hard Times of Guy Terrifico            | önmaga          | áldokumentumfilm |
| 2008 | Only Halfway Home                                   | Helm - Levon    | rövidfilm        |
| 2010 | Ain't in It for My Health - A Film about Levon Helm | önmaga          | dokumentumfilm   |

### Televízió
| Év   | Cím                             | Szerep          | Megjegyzések |
| ---- | ------------------------------- | --------------- | ------------ |
| 1982 | Seven Brides for Seven Brothers | Stormy Weathers | 1 epizód     |
| 1984 | The Dollmaker                   | Clovis          | tévéfilm     |

## Díjak
- 1989: Canadian Music Hall of Fame

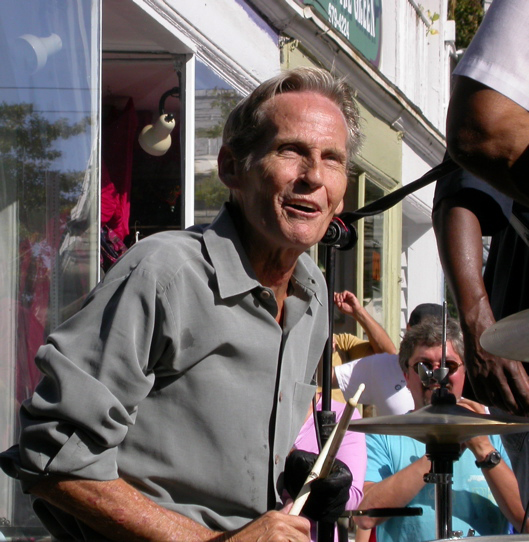
New York, 2004.

- 1994: Rock and Roll Hall of Fame (The Band)
- 1998: Arkansas Entertainers Hall of Fame
- 2007: Grammy-díj: Best Traditional Folk Album
- 2008: Lifetime Achievement Award (The Band)
- 2009: Grammy-díj: Best Americana Album
- 2011: Grammy-díj: Live-Album; Best Americana Album